# Europejska Lewica Antykapitalistyczna
Europejska Lewica Antykapitalistyczna (ELA) (niem.: Die Europäische Antikapitalistische Linke, EAL, ang.: European Anti-Capitalist Left, EACL, franc.: Gauche Anticapitaliste Européenne, GACE) – nieformalna sieć europejskich partii lewicowych. Pierwsze spotkanie odbyło się w Lizbonie w marcu 2000, wzięli w niej udział przedstawiciele Szkockiej Partii Socjalistycznej, portugalskiego Bloku Lewicy, duńskiego Sojuszu Czerwono-Zielonego, francuskiej Rewolucyjnej Ligi Komunistycznej i tureckiej Partii Wolności i Sprawiedliwości. Od tamtej pory spotkania odbywają się co sześć miesięcy.
Relacje między ELA a Europejską Partią Lewicy nie są sprecyzowane i kilka partii jest jednocześnie członkiem obu europejskich struktur.

## Partie członkowskie
- Rewolucyjna Liga Komunistyczna
- Socjalistyczna Partia Pracy Chorwacji
- Nowa Partia Antykapitalistyczna
- Niemiecka Partia Komunistyczna
- Odrodzenie Komunistyczne
- Krytyczna Lewica
- Partia Socjalistyczna
- Socialist Workers Party
- Czerwono-Zieloni (duń. Enhedslisten)
- Lewica
- Blok Lewicy
- Szkocka Partia Socjalistyczna
- Zutik
- Zjednoczona Lewica i Alternatywa
- Lewica Antykapitalistyczna
- SolidaritéS
- Partia Wolności i Sprawiedliwości (tur. Özgürlük ve Dayanışma Partisi)
- Partia Socjalistyczna
- Socjalistyczna Partia Robotników
- Respect Party
- Alternatywa Socjalistyczna